# 2021 en Russie
Cet article présente les faits marquants de l'année 2021 en Russie.

## Évènements
- 20 février : La Russie a annonce avoir détecté le premier cas au monde de transmission à l'être humain de la souche H5N8 de la grippe aviaire, ajoutant avoir informé l'Organisation mondiale de la santé (OMS) de cette « découverte importante».
- 11 mai : onze personnes sont tuées et 16 autres blessées dans une fusillade de masse dans une école de Kazan dans la république du Tatarstan. Neuf étudiants sont parmi les morts. Sur les deux assaillants, un est arrêté et un autre tué par les autorités intervenantes.
- 17 au 19 septembre : élections législatives.
- 25 novembre : la catastrophe minière de Listviajnaïa fait 51 morts.
- 28 décembre : en Russie, la Cour suprême ordonne la fermeture de l'ONG Memorial.